# Дипломатка (сериал)
«Дипломатка» (англ. The Diplomat) — американский сериал в жанре политического триллера, созданный Деборой Кан и вышедший на платформе Netflix в 2023 году. В мае 2023 года сериал был продлен на второй сезон.

## Сюжет
Кейт и Хэл Уолер — супружеская чета, оба карьерные дипломаты. Кейт неожиданно получает высокое карьерное продвижение — должность посла Соединенных Штатов в Великобритании. Довольно скоро выясняется, что у этого события есть двойное дно — оказывается, её прочат на должность вице-президента США. Однако со временем выясняется, что дно тройное — за этими эволюциями стоит её муж Хэл, который как минимум претендует на должность государственного секретаря. Хотя градус событий к концу сериала нарастает, развязка очевидно произойдет в следующем сезоне.

## В ролях
- Кери Рассел — Кейт Уолер, новый посол США в Великобритании
- Руфус Сьюэлл — Хэл Уолер, муж Кейт и бывший посол США в Ливане, не занимающий никакой важной должности
- Дэвид Гьяси — Остин Дэннисон, министр иностранных дел Великобритании
- Рори Киннир — Никол Троубридж, премьер-министр Великобритании
- Ато Эссандо — Стюарт Хейфорд, заместитель главы Посольства США в Лондоне
- Селия Имри — Маргарет Ройлин
- Майк Маккин — Уильям Рэйберн, президент США
- Пёрл Маки — Алисс

## Эпизоды
| Сезон | Серии | Серии | Даты показа     | Даты показа     |
| ----- | ----- | ----- | --------------- | --------------- |
| 1     | 8     | 8     | 20 апреля 2023  | 20 апреля 2023  |
| 2     | 6     | 6     | 31 октября 2024 | 31 октября 2024 |
| 3     | 8     | 8     | 2025            | 2025            |

## Производство
В январе 2022 года было объявлено, что Netflix заказал сериал «Дипломатка» автору политических драм Деборе Кан. В феврале того же года было объявлено, что Кери Рассел сыграет главную роль в сериале.
Съемки проходили в Великобритании. В Лондоне продюсеры получили разрешение на съемку в американском посольстве в Девяти Вязах и Министерстве иностранных дел в Вестминстере, включая офис министра иностранных дел.
1 мая 2023 года Netflix продлил действие сериала на второй сезон. Съемки второго сезона начались в июне 2023 года.

## Реакция
Первый сезон сериала получил похвальные отзывы критиков. На сайте Rotten Tomatoes сериал получил рейтинг одобрения 88 % со средней оценкой 7,7/10 на основе 41 отзыва критиков. Сайт Metacritic присвоил сериалу 75 баллов из 100 на основе 20 отзывов, что указывает на «в целом положительные отзывы».